# Alfred Sherwood Romer
Alfred Sherwood Romer (28. prosince 1894, White Plains, New York, USA – 5. listopadu 1973) byl americký vertebrátní paleontolog a biolog, specializující se na výzkum evoluce obratlovců. 
Patřil k odborníkům na pravěké obratlovce (zejména obojživelníky a plazy) v průběhu 20. století.

## Kariéra

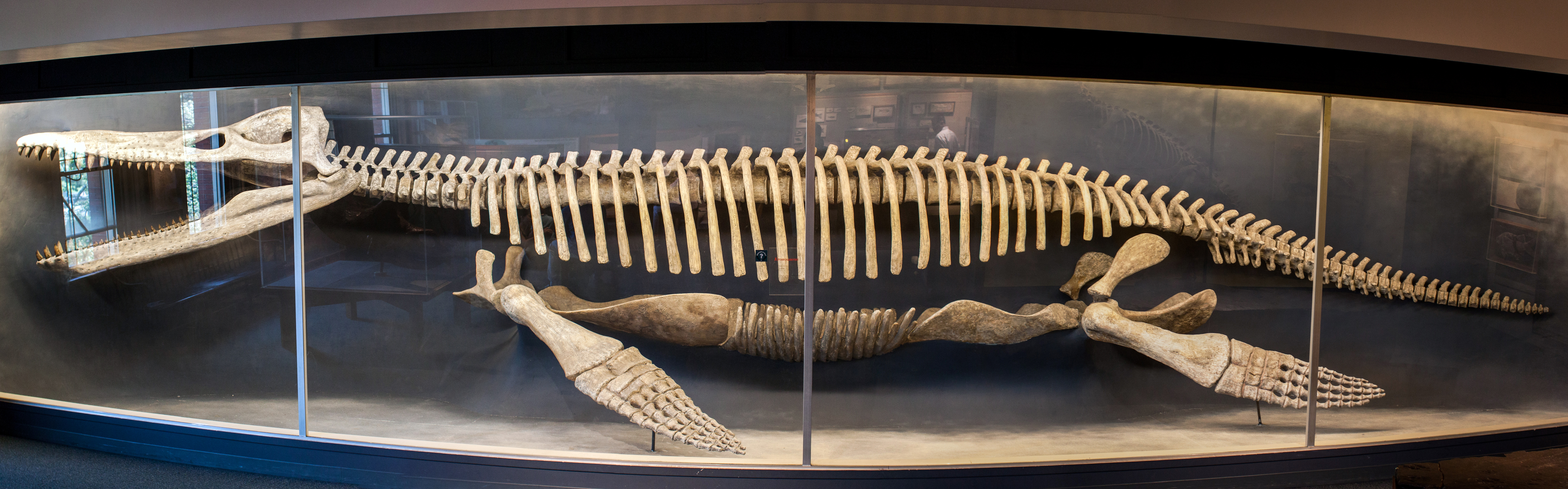
Kronosaurus queenslandicus – kostra rekonstruovaná Romerem v 50. letech 20. století

Romer proslul jako tvůrce nového pojetí systematiky vyhynulých obratlovců, jsou po něm pojmenovány tzv. Romerova mezera (Romer's gap – mezera ve fosilním záznamu tetrapodů (vývojově primitivních suchozemských čtvernožců) mezi pozdně devonskými a pozdně karbonskými formami) i tzv. Romerogram (znázornění evoluce v podobě vertikálního diagramu). Jsou po něm nazvány také četné fosilní organismy, například triasový dinosauromorf druhu Dromomeron romeri. Slavná je také jeho rekonstrukce kostry obřího australského pliosaurida kronosaura (K. queenslandicus) v univerzitním muzeu při Harvardově univerzitě.